# Miss Slovenije 2002
Miss Slovenije 2002 je bilo lepotno tekmovanje, ki je potekalo 15. septembra 2002 v Linhartovi dvorani Cankarjevega doma v Ljubljani.
Organizatorji so bili Videoton Geržina, POP TV in Slovenske novice s prilogo Ona. Produkciji polfinala sta se pridružili regionalni televiziji Net TV in RTS. Voditelj je bil Taiji Tokuhisa.
Žirijo je vodil Pavel Vrabec, direktor trženja na Pro Plus.
Tekmovalke na regionalnih izborih so dobile kopalke Beti, polfinalistke pa dodatne kopalke ter obutev Peka in Kopitarne Sevnica. Tiaro za zmagovalko je izdelala Zlatarna Celje.

## Finale

### Uvrstitve in nagrade
- Zmagovalka in Miss ONA Nataša Krajnc, 21 let, poslovni tehnik, Celje, dobila je avto Peugeot 206 SW
- 1. spremljevalka in miss interneta Tina Vajzovič, 19 let, študentka, Maribor
- 2. spremljevalka Patricija Žalar, 21 let, študentka, Ljubljana
- Miss fotogeničnosti Petra Ferk, 17 let, dijakinja, Jarenina

Vse finalistke so dobile dodatne kopalke Beti, obutev Peka in Kopitarne Sevnica ter nekaj oblačil, spremljevalke pa nakit Zlatarne Celje, ure znamke Certina ter oblačila znamk Urko in Moda Bravo.

### Glasbeniki
Nastopili so Rebeka Dremelj, Bepop, Kingston, Čuki, Sestre, Natalija Verboten, Severina, Power Dancers, Sebastian, Game Over in Davor Radolfi z Ritmom Locom.

### Sponzorji in sodelavci
Tekmovalke so na štirih izhodih predstavile oblačila (Newyorker in Urko), obutev (Peko iz Tržiča in Kopitarna Sevnica), ure (Certina), kopalke (Beti Metlika), nakit (Taurus in Zlatarna Celje) in večerne obleke (Moda Bravo Nova Gorica). Stilistka je bila Barbara Juvan, frizerji so bili iz mariborskega salona Stanka, vizažisti pa iz mariborskega Beauty Centra. Koreograf je bil Miha Lampič, pomagal mu je Marjan Podlesnik. Vodja Pro Plus produkcije je bil Petar Radović, režiser je bil Marjan Kučej, producentka je bila Vesna Perona, scenarij je napisal Marjan Paternoster, scenografijo pa je ustvarila Anastasia Korsič. Tekmovalke so bile nastanjene v hotelu Krona v Domžalah.

### Kritika prireditve
Voditelju, ki je drugače delal na TV3, je manjkalo izkušenj, kamermani so bili nerodni, ton je bil slab, dosti nastopajočih glasbenikov je bilo varovancev hčere organizatorja Zdravka Geržine, Natke iz Power Dancers, plesalke pa so se zaletavale v kulise. Izbrane lepotice niso bile nič lepše od gledalk v Cankarjevem domu.

## Miss Sveta 2002
Obleka za zmagovalko je bila izbrana 16. oktobra v Stanovski dvorani na ljubljanskem gradu. Kreirala jo je Diana Kotnik Lavtižar iz Levca. Drugo nagrado je dobila Jana Vilman z Bleda, tretjo pa Jana Pirečnik iz Šoštanja. Stanka Blatnik je pohvalila novost, da so oblikovalci za nagrado namesto umetniških del dobili denar za delno povračilo stroškov pri finančno zahtevnem natečaju. V žiriji so bili predsednica Darja Vidic (akademska slikarka in profesorica na srednji šoli za oblikovanje in fotografijo v Ljubljani), modna oblikovalka Urša Draž, Almira Sadar (profesorica oblikovanja tekstilij na Naravoslovnotehniški fakulteti), Matej Filipčič (režiser in arhitekt) in modna novinarka Vlasta Cah Žerovnik.
Svetovni izbor bi moral biti 30. novembra v Nigeriji na stadionu Abuja. Nemiri, ki jih je sprožil zapis nigerijske novinarke Isiome Daniel, da bi Mohameda osrečila poroka z udeleženko tekmovanja, so ga kljub kolebanju organizatorjev prestavili v London, kjer je bil 7. decembra. Nekatere tekmovalke so grozile z bojkotom zaradi smrtne obsodbe nezakonske matere po šeriatskem pravu. Tudi Krajnčeva se jim je bila pripravljena pridružiti, vendar je povedala tudi, da je vse v rokah organizatorjev.
Tam je predstavila plesno točko, ki jo je sestavila ob pomoči svoje sestre.